# Enying
Enying is een plaats (város) en gemeente in het Hongaarse comitaat Fejér. Enying telt 7166 inwoners (2001).